# Bolbonota inconspicua
Bolbonota inconspicua är en insektsart som beskrevs av Fowler. Bolbonota inconspicua ingår i släktet Bolbonota och familjen hornstritar. Inga underarter finns listade i Catalogue of Life.